# Plugot mejuchadot
Plugot mejuchadot (zkráceně POM, hebrejsky: פלוגות מיוחדות) byla tři vysoce utajená zvláštní operační komanda, zřízená počátkem roku 1939 v britské mandátní Palestině z rozkazu Jicchaka Sadeho a Davida Ben Guriona. Tyto jednotky byly zřízeny ke konci arabského povstání a jejich úkolem byly odvetné údery proti arabským teroristům a vesnicím, útoky na britská zařízení a likvidace židovských informátorů a zrádců.
Jednotky řídil přímo Ben Gurion bez návaznosti na vrchní velení Hagany a byly opakovaně využívány v posledních měsících arabského povstání a během měsíců, jež následovaly. Mezi významné členy jednotek patří například Jigal Alon či Davit Šaltiel.